# Afanassievski Postik
Afanassievski Postik - Афанасьевский Постик (rus) - és un khútor del krai de Krasnodar, a Rússia. Es troba a la vora esquerra del riu Sosnovka, a 37 km al nord de Tuapsé i a 69 km al sud de Krasnodar.
Pertany al municipi de Xaumian.

## Història
El khútor té el seu origen en un post de vigilància. El seu nom deriva de l'uriàdnik (suboficial de les hosts cosaques) al comandament del post. Era un lloc de pernocta per als pelegrins que de Krasnodar es dirigien al monestir de Novi Afon per la vall del riu Psékups. El 22 de gener del 1923 passà a dependre administrativament de la regió de Goriatxi Kliutx fins al 10 de març del 1925, quan fou inclòs en el selsoviet de Sadovski. A partir del 22 d'agost del 1953 passà a formar part del raion de Tuapsé.